# Шу (міфологія)
Шу — в староєгипетській релігії бог повітря, що розділяє небо і землю.
Шу зазвичай зображався людиною, що стоїть на одному коліні з піднятими руками, якими він підтримує небо над землею. Його батько — Атум (Ра-атум), сестра і дружина — Тефнут. Діти Шу: Геб — земля і Нут — небо; їх він роз'єднав, піднявши Нут вгору, а Геба залишивши внизу.
Згідно з «Книгою мертвих», Шу — один з суддів над померлими.